# Karl August Devrient
Karl August Devrient, född 5 april 1797, död 3 augusti 1872, var en tysk skådespelare. Han var brorson till Ludwig Devrient, bror till Philipp Eduard Devrient och Gustav Emil Devrient samt far till Max Devrient.
Devrient var 1819–1821 anställd vid nationalteatern i Braunschweig. Åren 1821–1834 verkade han vid hovteatern i Dresden, och 1835–1838 vid hovteatern i Karlsruhe, innan han från 1839 blev anställd vid hovteatern i Hannover. Devrient var en lysande framställare av det klassiska dramats unga hjältar och senare av dess stora karaktärsroller. Bland hans roller märks Hamlet, Kung Lear, Marcus Antonius i Julius Caesar, Richard III, Shylock i Köpmannen i Venedig, Nathan den vise, Faust, Egmont och Wilhelm Tell.
Devrient var 1823–1838 gift med operasångerskan Wilhelmine Schröder-Devrient.